# 燕寧
燕寧（？—1221年），金朝人，河北九公之一。
最初為莒州提控，守天勝寨，與益都的田琢、東平的蒙古綱相依為輔車之勢，山東雖然戰火殘破，猶倚賴三人為重。紅襖賊王公喜據注子堌，率眾襲擊攻佔沂州，燕寧擊退王公喜收復沂州，又屢次擊敗紅襖賊，招降賊將胡七、胡八引為心腹部將，紅襖賊中多有聞風想要投降者，累官遙授同知安化軍節度使事、山東安撫副使。
興定四年(1220年)，燕寧以山東安撫副使受敕封為東莒公，益都府路皆隸屬燕寧管轄。興定四年十一月木華黎派兵包圍東平，興定五年(1221年)二月，燕寧與蒙古綱、王庭玉解圍東平，以功遷金紫光祿大夫，引兵歸還天勝寨。四月，燕寧戰死。

## 延伸阅读
[在维基数据编辑]
 《金史·卷118》，出自脱脱《遼史》